# Ōshima (Ehime)
La isla Ō (大島 Ō-shima?) es una isla japonesa habitada del archipiélago Geiyo (芸予諸島 Geiyo-shotō?) en el mar Interior de Seto. Está localizada en el norte de la prefectura de Ehime.

## Características
Tiene una superficie de 41,89 km². Estaba dividida entre los pueblos de Yoshiumi y Miyakubo del Distrito de Ochi, pero el 16 de enero de 2005 fueron absorbidas junto a otras localidades del mismo Distrito por la Ciudad de Imabari, pasando a formar parte de esta última la totalidad de la isla.
El monte principal es el monte Kirō (亀老山 Kirō-san?), desde el cual se puede apreciar el estrecho de Kurushima. Algunas islas menores que la rodean son la Isla de Tsu (津島 Tsu-shima?), Isla U (鵜島 U-shima?), Isla Mushi (武志島 Mushi-jima?) e Isla No (能島 No-shima?). 
En comparación con otras islas del archipiélago de Geiyo, es una isla con muchas zonas llanas, razón por la cual también hay cultivos de arroz.
Dada su cercanía con la ciudad de Imabari, son muchos los habitantes de la isla que trabajan o estudian allí.
Entre las actividades económicas se destacan los cultivos de cítricos, principalmente mikan, los astilleros navales y la extracción de Ōshima-ishi.
Está comunicada con la isla Hakata por medio del Gran Puente Hakata-Ōshima y con la isla de Shikoku por medio del Gran Puente del Estrecho de Kurushima, ambos parte de la Autovía de Nishiseto. La isla Ō cuenta con dos intercambiadores, el Intercambiador Ōshimakita y el Intercambiador Ōshimaminami. La ruta que une ambos intercambiadores es conocida como Ruta de Ōshima (大島道路 Ōshima-dōro?).